# Scoop
Scoop és una pel·lícula britànico-estatunidenca de Woody Allen de l'any 2006. Es tracta d'una comèdia romàntica i de misteri, protagonitzada pel mateix Woody Allen juntament amb Hugh Jackman i Scarlett Johansson. Aquesta pel·lícula, així com la seva obra precedent Match Point, va ser filmada a Londres i va ser la segona que va rodar fora de Nova York, la seva ciutat natal. La pel·lícula es va doblar al català.

## Argument
La pel·lícula narra la història de Sondra Pransky (Scarlett Johansson), una jove i atractiva estudiant de periodisme estatunidenca que viatja a Londres per entrevistar un famós director. Durant un espectacle de l'il·lusionista Sid Waterman (Woody Allen), Sondra és escollida per participar en un dels seus trucs de màgia. En el transcurs d'aquest, se li apareix l'esperit de Joe Strombel (Ian McShane), un periodista mort recentment. Strombel li donarà l'exclusiva de l'any: el nom d'un criminal molt buscat, conegut com l'"Assassí del Tarot", que terroritza des de fa temps el país. Segons ell, aquest assassí és el jove i atractiu aristòcrata Peter Lyman (Hugh Jackman).
A partir d'aquest moment, ella i Sid es dedicaran a investigar i a buscar proves de la doble vida d'aquesta persona fent-se passar per pare i filla. La trama, però, es complicarà quan Sondra s'enamora de l'objecte de la seva investigació.

## Crítica
La pel·lícula va rebre crítiques molt desiguals, i en general més aviat negatives. Stephen Hunter, del Washington Post la va definir com «la pitjor pel·lícula que Woody Allen hagi fet mai». En canvi, Mick LaSalle del San Francisco Chronicle, va ser molt positiu, proclamant-la com de lluny la pel·lícula més divertida de l'any i «el Woody Allen més divertit de tota una dècada».
En tot cas, la major part dels crítics van estar d'acord a dir que és una comèdia elegant amb bones dosis d'humor i un bon diàleg dens i retòric. Com va dir Peter Travers de la revista Rolling Stone, «només és un Allen menor, però és un autèntic luxe pels avorrits dies d'estiu». És un retrat subtil de l'aristocràcia britànica.

## Curiositats
- Com sovint en les pel·lícules de Woody Allen, no es va utilitzar cap banda sonora original. La major part de les peces musicals són obres compostes per Piotr Ilitx Txaikovski, Johann Strauss i Edvard Grieg.
- Scoop va ser una de les tres pel·lícules del 2006 que van tractar la temàtica de la màgia. Les altres dues van ser: L'il·lusionista i El truc final, la segona de les quals també és protagonitzada per Hugh Jackman i Scarlett Johansson. Woody Allen es va preparar en les arts de la màgia i la il·lusió amb Scott Penrose.
- El personatge principal (originalment un periodista adult) va ser escrit específicament per a Johansson, de qui Allen en va observar la qualitat còmica mentre treballaven junts a Match Point.

## Repartiment
| Intèrpret          | Personatge     | Veu en català       |
| ------------------ | -------------- | ------------------- |
| Scarlett Johansson | Sondra Pransky | Marta Barbarà       |
| Woody Allen        | Sid Waterman   | Joan Pera           |
| Hugh Jackman       | Peter Lyman    | Juan Antonio Bernal |
| Ian McShane        | Joe Strombel   | Jordi Boixaderas    |
| Charles Dance      | Sr. Malcom     | Ernest Aura         |
| Romola Garai       | Vivian         | Joël Mulachs        |
| Kevin R. McNally   | Mike Tinsley   | Ramon Canals        |
| Julian Glover      | Lord Lyman     | Arseni Corsellas    |
| Victoria Hamilton  | Jan            | Maria Moscardó      |